# 태풍 포러스트 (1983년)
태풍 포러스트(태풍 번호: 8310, JTWC 지정 번호: 11W, 국제명:FORREST, 필리핀 기상청(PAGASA) 지정 이름: Ising)는 1983년 북서태평양에서 발생한 10번째 태풍으로 중심기압이 885 hPa를 기록해 역대 발생한 태풍 중 8번째로 강한 태풍이다. 포러스트의 중심기압은 24시간만에 90 hPa가 낮아져 급격하게 강력해진 태풍으로 유명하다.

## 태풍의 진행
괌섬 남서쪽 해상에서 열대 요란이 발생한 후 이 요란이 열대 저기압으로 발달하였고 미국 합동태풍경보센터(JTWC)는 '열대저기압 11W'로 명명했다. 이 저기압은 금세 열대 폭풍이 되었고 국제명인 '포러스트(FORREST)'의 이름을 부여받았다. 9월 22일, 이 열대 폭풍은 빠르게 강력해지기 시작하여 태풍의 눈이 관찰되기 시작하였다. 이날부터 다음날인 9월 23일까지 24시간동안 중심기압이 975 hPa에서 885 hPa까지 내려앉았으며 풍속은 121 km/h에서 278 km/h까지 치솟아 사피어-심프슨 허리케인 등급 제5등급의 세력을 지녔다. 그러나 포러스트의 강도는 얼마 있지 않아 9월 27일, 일본 오키나와섬을 강타하기 전에 제4등급으로 강등되었고 방향을 북으로 바꾸고 다시 동쪽으로 선회하며 일본 본토에 소형 열대폭풍의 세력으로 상륙했다. 그리고 9월 29일, 포러스트는 소멸되었다.

## 피해
9월 27일 태풍 포러스트가 오키나와섬을 강타했을 당시 가데나 공군 기지에서는 137 km/h의 돌풍이 관측되었다. 또한 포러스트가 일본 본토에 상륙했을 때 거의 전 지역에 많은 산사태와 심각한 홍수를 발생시켰다. 이로 인해 총 21명이 숨졌고 17명이 실종되었으며 86명이 부상당하였다. 수도인 도쿄의 북쪽 지방에서는 강수량이 510 mm를 기록하였다.

## 같이 보기
- 1983년 태풍